# Вана (Средна земя)
Във фантастичния свят на писателя Джон Р. Р. Толкин Вана (Vána) е името на една от Валиерите, също така наричана и Вечно-младата. Тя е по-малката сестра на Явана и съпруга на Ороме. Тя обитава градини пълни със златни цветя и често посещава горите на Ороме.
„Всички цветя се надигат, когато тя мине покрай тях и се отварят ако ги погледне; и всички птиция пеят, когато тя идва.“
| Портал | В Портал Властелинът на пръстените можете да намерите още много страници за Властелинът на пръстените. |